# Monte Hermoso (partido)
Monte Hermoso (Partido de Monte Hermoso) is een partido in de Argentijnse provincie Buenos Aires. Het bestuurlijke gebied telt 5.602 inwoners. Tussen 1991 en 2001 steeg het inwoneraantal met 55,39 %.

## Plaatsen in partido Monte Hermoso
- Balneario Sauce Grande
- Monte Hermoso